# Уайлдер, Торнтон
То́рнтон Ни́вен Уа́йлдер (англ. Thornton Niven Wilder; 17 апреля 1897 — 7 декабря 1975) — американский прозаик, драматург и эссеист, лауреат Пулитцеровской премии (1928, 1938 и 1943).

## Биография
Торнтон Уайлдер родился 17 апреля 1897 года в Мэдисоне (штат Висконсин) в семье издателя Амоса Паркера Уайлдера и журналистки Изабеллы Найвен Уайлдер, подростком посещал немецкоязычную школу в Шанхае, где его отец занимал дипломатическую должность. Во время Первой мировой войны Уайлдер служил в Береговой охране США.
Некоторое время учился в Оберлинском колледже (Огайо), затем поступил в Йельский университет. В 1920 году получил там диплом бакалавра, а в 1925 году, уже в Принстонском университете, — степень магистра. В 1926 году опубликовал свой первый роман «Каббала» (The Cabala).
С 1930 по 1936 году читал курс сравнительного литературоведения в Чикагском университете. Преподавал литературу в Гарвардском и ряде других университетов. Многократно выдвигался (минимум 14 раз) на Нобелевскую премию по литературе. Участник Второй Мировой войны. Получил воинский чин подполковника.
7 декабря 1975 году Уайлдер скончался во сне в Хамдене (шт. Коннектикут).

## Творчество

### Романы
- «Каббала» / The Cabala (1926)
- «Мост короля Людовика Святого» / The Bridge of San Luis Rey (1927)
- «Женщина с Андроса» / The Woman of Andros (1930)
- «К небу мой путь» («Небо — моя обитель») / Heaven’s My Destination (1935)
- «Мартовские иды» / Ides of March (1948)
- «День восьмой» / The Eighth Day (1967)
- «Теофил Норт» / Theophilus North (1973)

### Пьесы
- «И зазвучит труба» / The Trumpet Shall Sound (1926)
- «Ангел, возмутивший воды, и другие пьесы» / An Angel That Troubled Waters and Other Plays (1928)
- «Наш городок» / Our Town (1938)
- «Купец из Йонкерса» / The Merchant of Yonkers (1938)
- «На волосок от гибели» / The Skin of Our Teeth (1942)
- «Сваха» / The Matchmaker (1954, по пьесе Иоганна Нестроя, позже стала основой мюзикла «Хелло, Долли!», 1964)
- «Алкестиада, или Жизнь в солнечном свете» / The Alcestiad: Or, A Life In The Sun (1955)
- Plays for Bleeker Street (1962)

### Оперные либретто
- «Долгий рождественский ужин» (для Пауля Хиндемита)
- «Алкестиад» (для Луизы Тальма)

### Киносценарии
- «Тень сомнения» (для Альфреда Хичкока)

### Экранизации
- 1929 — «Мост короля Людовика Святого»
- 1940 — «Наш городок»
- 1944 — «Мост короля Людовика Святого»
- 1988 — «Мистер Норт»
- 2004 — «Мост короля Людовика Святого»

### Театральные постановки
- «Мартовские иды»  - спектакль Театра им. Е.Вахтангова, режиссёр А.Кац, 1991 г.
- «Наш городок» - спектакль Санкт-Петербургского театра «Суббота», режиссер Александр Кузин, 2019
- «Наш городок» - спектакль Санкт-Петербургского театра БДТ. Режиссёр Арвин Аксер.

## Издания на русском языке
- Уайлдер Т. Мост короля Людовика Святого; День восьмой / Пред. А. Мулярчика. — М.: Прогресс, 1976. — 496 с. — (Мастера современной прозы)
- Уайлдер Т. Наш городок: Пьеса в трёх действиях / Пер. Ю. Родман. — М.: Искусство, 1979. — 72 с.
- Уайлдер Т. Теофил Норт / Пер. В. Голышева. Мартовские Иды / Пер. Е. Голышевой. Пред. Н. Анастасьева. — М.: Художественная литература, 1981. — 543 с.
- Уайлдер Т. Мост короля Людовика Святого / Пер. В. Голышева. Мартовские иды / Пер. Е. Голышевой. День восьмой / Пер. Е. Калашниковой. Послесл. Д. М. Урнова. — М.: Радуга, 1983. — 704 с.
- Уайлдер Т. Мост короля Людовика Святого / Пер. В. Голышева. Мартовские иды / Пер. Е. Голышевой. День восьмой / Пер. Е. Калашниковой. Послесл. Д. М. Урнова. — М.: Правда, 1990. — 704 с.
- Уайлдер Т. Ангел, возмутивший воды, и другие пьесы / Пер. П. Ю. Рыбиной. — М.: Типография Россельхозакадемии, 2005. — 190 с. — 500 экз.
- Уайлдер Т. Небо — моя обитель / Пер. Ю. А. Здоровова. — М.: ООО «АСТ», 2010. — 222 с.
- Уайлдер Т. Женщина с Андроса / Пер. Н. А. Анастасьева. — М.: ООО «АСТ», 2010. — 188 с.
- Уайлдер Т. Каббала / Пер. С. Б. Ильина. — М.: ООО «АСТ», 2010. — 221 с.
- Уайлдер Т. Теофил Норт. Каббала. Женщина с Андроса. Небо — моя обитель. — М.: ООО «АСТ», 2010. — 704 с. — 2 000 экз.

## Награды
- Пулитцеровские премии:
  - 1928 — за повесть «Мост короля Людовика Святого»,
  - 1938 — за пьесу «Наш городок»,
  - 1943 — за пьесу «На волосок от гибели».
- 1952 и 1962 — Золотые медали Американской академии искусств и литературы.
- 1965 — Национальная медаль.
- 1967 — Национальная книжная премия за роман «День восьмой».
- 1974 — Медаль Джеймса Мэдисона